# سويقة مخيخية
تربط السُّويق المُخيخيَّة المخيخ بجذع الدماغ. وهي حزمة من النسيج العصبي تتكون ستة سيقان مخيخيَّة في المجموع، ثلاثة على كل جانب:
- السويقة المخيخية العلوية هي بنية مُزدوجة من المادة البيضاء التي تربط المخيخ بمنتصف الدماغ.
- تربط السويقة المخيخية المتوسطة المخيخ بالجسر وتتكون بالكامل من الألياف الجابذة.
- السويقة المخيخية السفلية عبارة عن خيط سميك يشبه الحبل يحتل الجزء العلوي من المنطقة الخلفية للنخاع المستطيل.